# Содомора Микола Григорович
Содомора Микола Григорович (28 вересня 1897, Новосілки-Кут — 6 квітня 1979, Львів) — лейтенант Збройних сил Австро-Угорщини, учасник Першої світової війни, священник УГКЦ, політв'язень.

## Життєпис
Народився 28 вересня 1897 року в с. Новосілки-Кут (Підгаєцький р-н, Тернопільська обл.) у сім'ї священника Григорія Содомори і Марії Гудик. Рідний брат Олександр був священником у селі Вирів.

Хор Бережанської гімназії (1911 р.). Микола Содомора сидить перший зліва.

Навчався в Бережанській гімназії (1907–1914). Досконало знав німецьку та англійську мову. Захоплювався грою на цитрі, а також вишиванням.
В Першій світовій війні служив в 40-му полку піхоти (Ряшів) Австро-Угорській армії — до 1917 року рядовим, відтак у званні лейтенанта. Воював на італійському фронті. Під час повернення з фронту був інтернований польською владою (як виходить із його показів, втім не виключено, що воював у складі УГА).
У 1918–1921 роках продовжував навчання у Бережанській гімназії.
У 1925 р. за підтримки фонду Андрея Шептицького закінчив теологію у Львівській духовній семінарії Святого Духа. В тому ж році одружився з Ольгою Вітошинською (1906—1987), з якою мав трьох дочок.
В 1926 році висвячений митрополитом Андреєм Шептицьким в сан священника.
В 1946 році, під примусом радянської тоталітарної системи був змушений перейти в РПЦ.
Під час свого парафіяльного служіння в Селиськах був головою місцевого відділення товариства «Просвіта».
13 липня 1952 року о. Микола був заарештований за постановою УМГБ Львівської області і підозрювався у тому, що він під час окупації нацистської Німеччиною с. Селиська агітував селян здавати продовольство окупаційній владі, в 1942 р. освятив могилу (могила в пам'ять тих, хто загинув у боротьбі за Волю України), в 1943 році під час проповіді агітував молодих хлопців вступати в СС «Галичину» та під час 1944–1948 рр. підтримував зв'язок з учасниками підпілля ОУН, яким надавав матеріальну допомогу.
З ОУНівцями о. Микола підтримував зв'язки щонайменше від 1944 року, коли у його саду та стодолі «розташовувався штаб УПА» та «поодинокі повстанські групи» з куреня «Шугая». Крім цього підтримував зв'язки із чільним оунівцем «Круком» (Д. Бігун) із сусіднього села Під'ярків. Останній, як виходить із показів Содомори, «вимагав від мене інформації про перебіг возз'єднання священиків-уніатів Бібрського деканату з православ'ям». Той йому відповів, що «священики Бібрського деканату з'єднались з православ'ям. „Крук“ усе сказане мною записав до блокнота й відійшов».
Подальші зв'язки священика М. Содомори з ОУН, очевидно, не мали сталого характеру й були періодичними та опосередкованими.
Засудили отця на 25 років ВТТ, згодом змінили покарання на 10 років ВТТ. Відбував покарання в Інті (1952–1953 рр.), Абезькому концтаборі (1954–1955) та Явасський ВТТ (1955–1956).

Отець Микола Содомора на засланні. (Абезь, листопад 1954 р.)

Микола Григорович в 40 полку піхоти Австро-Угорської армії. Волинь, 1916 рік.

В 1956 році о. Миколу звільнили, а в 1995 році був реабілітований прокуратурою Львівської області.
| Роки          | Парафія                                                                                                   |
| ------------- | --- |
| 1926–1928     | Старий Яричів (Кам'янка-Бузький р-н, Львівська обл.)                                                      |
| 1928–1932     | Під'ярків (Перемишлянський р-н, Львівська обл.)                                                           |
| 1932–1952     | Селиська і Ганачівка (Перемишлянський р-н, Львівська обл.)                                                |
| 1956–1962     | Підгороддя (Рогатинський р-н, Івано-Франківська обл.)                                                     |
| 1962–1966     | Нижня Липиця (Рогатинський р-н, Івано-Франківська обл.)                                                   |
| 1966–1968     | Єзупіль (Тисменицький р-н, Івано-Франківська обл.)                                                        |
| Від 1968 року | сотрудник Успенської церкви у Львові також часом відправляв богослужіння в Преображенській церкві (Львів) |

Підтримував тісні зв'язки з о. Володимиром Яремою разом з ним відправляв Літургії в Преображенській церкві Львова. Також о. Микола Содомора підписався на відозві о. Яреми про вихід з-під юрисдикції Московського патріархату.

## Поховання
Помер 6 квітня 1979 року у Львові.
Похований в с. Миколаїв (Пустомитівський р-н, Львівська обл.)